# FK Auda
 (mai 2023).
Si vous disposez d'ouvrages ou d'articles de référence ou si vous connaissez des sites web de qualité traitant du thème abordé ici, merci de compléter l'article en donnant les références utiles à sa vérifiabilité et en les liant à la section « Notes et références ».
Maillots
Actualités
Le FK Auda est un club letton de football basé à Ķekava. Il évolue en Virslīga.

## Historique

### Histoire
Durand la pré-saison 2023, Auda recrute l'entraîneur suédois Simo Valakari et espère ainsi accrocher un maintien rapidement avant de confirmer sa bonne saison 2022. Le début de saison est bon et Auda perd peu de points. La saison se termine avec une troisième place en championnat (qui permet au club de se qualifier pour le second tours de la Conférence League), loin derrière le second Riga. Valakari, convoité, quitte le club et s'engage avec Riga.

### Repères historiques
- 1991 : fondation du club sous le nom de FK Auda Riga
- 1992 : le club est renommé RFK Riga
- 1994 : le club est renommé RFK Auda Riga
- 1995 : le club est renommé FK Auda Riga
- 2005 : le club est renommé FK Auda Ķekava

## Bilan sportif

### Palmarès
- Coupe de Lettonie (1)
  - Vainqueur : 2022
  - Finaliste : 2024
- Championnat de Lettonie de deuxième division (1)
  - Champion : 2001

### Bilan européen
Note : dans les résultats ci-dessous, le score du club est toujours donné en premier
| Saison    | Compétition             | Tour             | Club            | Domicile | Extérieur | Total             |
| --------- | ----------------------- | ---------------- | --------------- | -------- | --------- | ----------------- |
| 2023-2024 | Ligue Europa Conférence | Deuxième tour Q  | Spartak Trnava  | 1 - 1    | 1 - 4     | 2 - 5             |
| 2024-2025 | Ligue Conférence        | Premier tour Q   | B36 Tórshavn    | 2 - 0    | 1 - 0     | 3 - 0             |
| 2024-2025 | Ligue Conférence        | Deuxième tour Q  | Cliftonville FC | 2 - 0    | 2 - 1     | 4 - 1             |
| 2024-2025 | Ligue Conférence        | Troisième tour Q | KF Drita        | 1 - 0    | 1 - 3 ap  | 2 - 3             |
| 2025-2026 | Ligue Conférence        | Premier tour Q   | Larne FC        | 2 - 2 ap | 0 - 0     | 2 - 2 (2 - 4 tab) |

Légende
- Victoire ou qualification pour le tour suivant
- Match nul
- Défaite ou élimination de la compétition

## Personnalités du club

### Entraîneurs
- Janvier-mai 2019 : Andrejs Rubins
- Sept-déc. 2019 : Igors Stepanovs
- Juillet 2020-décembre 2021 : Sergejs Kozans
- Janvier 2021-décembre 2022 : Tomislav Stipic
- Janvier 2023-décembre 2023 : Simo Valakari
- depuis janvier 2024 :  Filipe Almeida